# Han Hee-hoon
Đây là một tên người Triều Tiên, họ là Han.
Han Hee-hoon (tiếng Hàn: 한희훈; Hanja: 韓熙訓; sinh ngày 10 tháng 8 năm 1990) là một cầu thủ bóng đá Hàn Quốc thi đấu ở vị trí hậu vệ cho Daegu FC.